# Distrikt Camilaca
Der Distrikt Camilaca liegt in der Provinz Candarave in der Region Tacna in Südwest-Peru. Der Distrikt wurde am gegründet. Er besitzt eine Fläche von 493 km². Beim Zensus 2017 wurden 1221 Einwohner gezählt. Im Jahr 1993 lag die Einwohnerzahl bei 2263, im Jahr 2007 bei 1724. Die Distriktverwaltung befindet sich in der 3350 m hoch gelegenen Ortschaft Camilaca. Camilaca liegt 13,5 km westlich der Provinzhauptstadt Candarave.

## Geographische Lage
Der Distrikt Camilaca liegt an der Südflanke der Cordillera Volcánica im äußersten Südwesten der Provinz Candarave. Der Río Callazas fließt im Nordosten abschnittsweise entlang der Distriktgrenze nach Süden. Der Río Camilaca, Oberlauf des Río Ilabaya, fließt entlang der südöstlichen Distriktgrenze nach Südwesten. Im Nordosten erhebt sich der 5805 m hohe Vulkan Tutupaca.
Der Distrikt Camilaca grenzt im Südwesten an den Distrikt Ilabaya (Provinz Jorge Basadre), im Westen an den Distrikt Torata (Provinz Mariscal Nieto), im Nordosten an den Distrikt Candarave sowie im Südosten an den Distrikt Cairani.

## Ortschaften
Neben dem Hauptort Camilaca gibt es folgende Ortschaften im Distrikt:
- Alto Camilaca
- Borogueña
- Cambayal
- Coraguaya
- Nuevo Camilaca / Yarama
- Vilalaca